# 程建人
程建人（1939年8月11日—），出生於上海，中華民國著名外交政治人物，天主教輔仁大學名譽法學博士，中國國民黨籍，現在已經退休。

## 經歷
程建人同胡志強和李大維等人一樣，是國民黨重點栽培的外交人才，並先後出任過立法委員、行政院新聞局長、外交部長、駐美代表、駐歐代表等職務。現在已經退休。

### 駐美代表
由於身為中國國民黨黨員，在2000年政黨輪替後，繼續為外交意識型態迥異的民進黨政府效力，並擔任駐美、駐歐代表等要職，又多涉及敏感的統獨、兩岸、對美關係等外交議題，其個人的政治態度立場一直是眾人的焦點。時任國民黨主席的連戰曾在一次公開場合對程建人說出「疾風知勁草」一語來評論他，由於此文下一句話是「板盪識忠臣」，因此外界揣測此語是在批評程建人在某些地方對民進黨政府的態度不夠強硬。但程建人本人表示身為外交人員，不能有藍綠的偏見，只有為國盡忠。
終其駐美代表任內，程建人處境相當尷尬，一方面他是國民黨黨員，自然難以取信於綠營人士，任內更曾發生吳淑珍在美國機場遭搜身事件，而且美國政府在統獨及兩岸問題上也不是全力支持台北，故經常遭綠營人士指責辦事不力。
而對於藍營，他由於希望取信於綠營，選擇與藍營減少接觸，例如他並無重新辦理黨員登記。在兩岸問題上，他因有公職在身而與藍營意見時有相左，而當連戰（連戰以往經常提拔他）在美國訪問時他不但未有陪同，而當時陳水扁正過境美國，他無可選擇之下只好以公職為重而陪伴在側。連戰更被代去的駐美副代表當眾羞辱，事後連戰夫人連方瑀因此當眾拒收程建人夫人所送的花。而被藍營人士指為賣友求榮。
當時總統陳水扁每當在統獨、對美關係及兩岸問題上出現新政策時，很少會在事前知會駐美代表處，此舉令美國政府對程建人感到不滿，認為他欠缺代表性。
不過在退休卸下職務後，適逢倒扁運動興起，程建人對媒體表示不排除參與支持百萬人民倒扁運動，顯露壓抑多年的國內政治立場傾向。
中國時報報导一年約四十歲女子報案供稱程建人性侵。全案由士林地檢署偵辦。程建人反駁對方是胡亂指控，全是惡意謊言。而在士林地檢署偵查之後，認為沒有具體事證，決定不起訴處分。

## 軼事
- 1999年李登輝總統接受德国之声采访提出特殊兩國论时，即由程建人陪同。
- 2004年民進黨政府連任成功而繼續執政，時任駐美代表的程建人表示不想續任，最後由時任駐歐代表的李大維接任該職，而程建人接任李的空缺，形成兩人職務互調的人事異動。
- 業餘時是古典音樂的愛好者，任職新聞局局長期間，曾以男中音獨唱的身分與台北世紀交響樂團公開演出（1998年6月3日）

## 荣誉

### 中华民国勋章奖章
- 二等卿云勋章（2004年8月5日于台北总统府颁授[1]）